# USS LST-169
O USS LST-169 foi um navio de guerra norte-americano da classe LST que operou durante a Segunda Guerra Mundial.